# Andreas Beck (piłkarz)
Andreas Beck (ur. 13 marca 1987 w Kemerowie) – niemiecki piłkarz, który grał na pozycji prawego obrońcy. W latach 2009–2010 kilkukrotny reprezentant Niemiec.
W swojej karierze występował w takich klubach jak: TSG Hoffenheim, VfB Stuttgart, Beşiktaşu JK i KAS Eupen.

## Kariera klubowa
Beck rozpoczął piłkarską karierę w klubie SVH Königsbronn, a następnie trafił do DJK-SG Wasseralfingen. Latem 2000 roku Beck przeszedł do VfB Stuttgart i tam przez długi czas terminował w młodzieżowych drużynach. W 2003 roku z zespołem U-17 wywalczył wicemistrzostwo Niemiec, a w 2004 mistrzostwo, natomiast w 2005 roku został mistrzem kraju w kategorii U-19. Po tamtym sezonie Beck trafił do drugiej drużyny VfB grającej wówczas w Regionallidze Południowej, a jeszcze w tym samym sezonie zadebiutował w barwach pierwszego zespołu w Bundeslidze. Debiut miał miejsce 11 lutego 2006 w przegranym 1:2 meczu z Arminią Bielefeld. W całym sezonie zagrał w czterech ligowych meczach (9. miejsce), a także w jednym w Pucharze UEFA. W sezonie 2006/2007 po odejściu Andreasa Hinkela do Sevilli Beck stał się drugim w hierarchii trenera Armina Veha prawym obrońcą i rywalizował o miejsce w składzie z Serdarem Taşçım. W lidze wystąpił w pięciu spotkaniach i przyczynił się do wywalczenia przez zespół ze Stuttgartu mistrzostwa Niemiec. Dotarł także do finału Pucharu Niemiec (porażka 2:3 z 1. FC Nürnberg). Jesienią 2007 wystąpił z VfB w Lidze Mistrzów, a wiosną 2008 zajął 6. miejsce w lidze.
Latem 2008 Beck zmienił barwy klubowe i został piłkarzem beniaminka Bundesligi, TSG Hoffenheim. Klub ten zapłacił za niego kwotę 3,2 miliona euro. Jego barwy reprezentował przez siedem sezonów. W 2015 roku odszedł do tureckiego Beşiktaşu JK. W latach 2017–2019 grał w VfB Stuttgart, a w 2019 przeszedł do KAS Eupen.
1 lipca 2022 roku zakończył karierę
| Sezon   | Klub                   | Kraj   | Rozgrywki       | Mecze | Bramki |
| ------- | ---------------------- | ------ | --------------- | ----- | ------ |
| 2005/06 | VfB Stuttgart amatorzy | Niemcy | Regionalliga    | 12    | 1      |
| 2005/06 | VfB Stuttgart          | Niemcy | Bundesliga      | 5     | 0      |
| 2006/07 | VfB Stuttgart amatorzy | Niemcy | Regionalliga    | 11    | 0      |
| 2006/07 | VfB Stuttgart          | Niemcy | Bundesliga      | 4     | 0      |
| 2007/08 | VfB Stuttgart          | Niemcy | Bundesliga      | 18    | 1      |
| 2008/09 | TSG 1899 Hoffenheim    | Niemcy | Bundesliga      | 30    | 0      |
| 2009/10 | TSG 1899 Hoffenheim    | Niemcy | Bundesliga      | 25    | 0      |
| 2010/11 | TSG 1899 Hoffenheim    | Niemcy | Bundesliga      | 33    | 0      |
| 2011/12 | TSG 1899 Hoffenheim    | Niemcy | Bundesliga      | 31    | 1      |
| 2012/13 | TSG 1899 Hoffenheim    | Niemcy | Bundesliga      | 33    | 1      |
| 2013/14 | TSG 1899 Hoffenheim    | Niemcy | Bundesliga      | 33    | 1      |
| 2014/15 | TSG 1899 Hoffenheim    | Niemcy | Bundesliga      | 33    | 0      |
| 2015/16 | Beşiktaş JK            | Turcja | Süper Lig       | 32    | 0      |
| 2016/17 | Beşiktaş JK            | Turcja | Süper Lig       | 17    | 0      |
| 2017/18 | Beşiktaş JK            | Turcja | Süper Lig       | 3     | 0      |
| 2017/18 | VfB Stuttgart          | Niemcy | Bundesliga      | 23    | 1      |
| 2018/19 | VfB Stuttgart          | Niemcy | Bundesliga      | 24    | 0      |
| 2019/20 | KAS Eupen              | Belgia | Eerste klasse A | 27    | 1      |
| 2020/21 | KAS Eupen              | Belgia | Eerste klasse A | 19    | 0      |
| 2021/22 | KAS Eupen              | Belgia | Eerste klasse A | 31    | 1      |

## Kariera reprezentacyjna
W swojej karierze Beck występował już w młodzieżowych reprezentacjach Niemiec w kategoriach U-18 i U-19 (łącznie 6 meczów), a w lutym 2007 roku zadebiutował w kadrze U-21 meczem z Włochami. W pierwszej reprezentacji swój debiut zaliczył 11 lutego 2009 w przegranym 0:1 towarzyskim meczu z Norwegią.

## Sukcesy

### VfB Stuttgart
- Mistrz Niemiec: 2006/07
- Mistrz Niemiec u19: 2004/05
- Mistrz Niemiec u17: 2003/04
- Uczestnik Ligi Mistrzów: 2007/08

### Besiktas JK
- Mistrz Turcji: 2015/16, 2016/17
- Uczestnik Ligi Mistrzów: 2016/17
- Uczestnik Ligi Europejskiej: 2015/16

### Reprezentacyjna Niemiec
- Mistrz Europy U21: 2009[4]